# Guivi Targamadze
Pour les articles homonymes, voir Targamadze.
Guivi Targamadze, né le 23 juillet 1968, est un homme politique géorgien,,.

## Activités
En 1996, il est cofondateur avec Levan Ramishvili (en), Guiorgui Bokeria et David Zurabishvili (en), de la fondation Liberty Institute (en), œuvrant pour les libertés publiques.

## Anatomy of a Protest 2
En octobre 2012, la chaîne d'informations pro-gouvernementale russe NTV diffuse un documentaire, Anatomy of a Protest 2, dans lequel l'assistant d'Ilia Ponomarev, Leonid Razvozjaïev (en), est accusé d'avoir arrangé une rencontre entre un ex-leader de l'opposition,Sergueï Oudaltsov du Front de gauche, et Guivi Targamadze, dans le but de renverser le président Vladimir Poutine.
Ce documentaire comporte un enregistrement secret de basse qualité concernant une rencontre entre Targamadze et des activistes russes, que NTV affirme avoir reçu « dans la rue par un étranger de nationalité géorgienne ». Le Comité d'enquête de la fédération de Russie annonce qu'il considère l'enregistrement comme véridique, tandis que des blogueurs débattent de sa validité, affirmant qu'au moins un fragment de l'enregistrement est utilisé deux fois avec des voix off différentes. Targamadze affirme qu'il n'a jamais rencontré Oudaltsov, et qualifie la vidéo de « propagande » sans autre commentaire.